# Тінеркук – GR7
Тінеркук – GR7 – трубопровід, призначений для видачі продукції алжирського газового проекту Тінеркук.
Товарний газ з установки підготовки Тінеркук відправляють трубопроводу діаметром 450 мм. Він має довжину 210 км та прямує до компресорної станції PC4/GR7, яка є головною для магістрального газопроводу GR7.